# Kubinyi Sándor
Kubinyi Sándor (Debrecen, 1875. március 14. – München, 1949. november 14.) magyar festő és grafikus. A nagybányai iskolában az első külön kiállítások művészei közé tartozott.

## Élete
1895-ben került Münchenbe Hollósy Simon iskolájába, tanuló idejét ott töltötte, de nyaranként Hollósyval és tanulótársaival ment Nagybányára festeni. Három nyáron át festett Nagybányán, 1896, 1897 és 1898-ban. Az első együttes budapesti csoportkiállításon már nem az iskolával szerepelt, hanem a művészeti részben négy tájképpel, egy arcképtanulmánnyal és hat grafikával.
1898 után már nem ment többé Nagybányára Hollósyval, végleg Münchenben telepedett le, oda házasodott, a bajor főváros művészeti vérkeringésébe kapcsolódott be. Kiállításai voltak Münchenben és néhány kiállításon részt vett a budapesti Nemzeti Szalonban (1910, 1918, 1923), de ezek által már nem tudott bekapcsolódni a magyar művészeti életbe.
Rajz- és festőtanulmányait a Hollósy-iskola naturalisztikus természetlátása alapozta meg, de hamar kitűnt, hogy Kubinyit nem a természet, hanem inkább a művészet vonzotta, lassan külön vált toll- és ecsetrajzainak vonalvezetése a grafika irányában, enyhe humor, szelíd karikatúra jellemezte. Hatott rá a Jugendstil és a müncheni reproduktív grafika, a színes linóleummetszetek technikai eljárásai. Többszínű linóleummetszéseivel ért el sikereket Münchenben, ahol rajz- és festőiskolát is nyitott.

## Művei
- Korzón (c. 1902, alakos grafika)[3]
- Ülő akt (kréta, 33x24 cm)[4]